# فؤاد سعد الدين
فؤاد سعد الدين هو محافظ أسبق في مصر. شغل سابقاً مناصب محافظ الإسماعيلية (1999 - 2004) ومحافظ المنوفية (2004 - 2005) ومحافظ المنيا (2005 - 2008).
من مواليد القاهرة في 12 أغسطس عام 1940، حاصل على بكالوريوس علوم عسكرية 1960 وعلى بكالوريوس تجارة 1974.